# Echinorhynchus inflexus
Echinorhynchus inflexus är en hakmaskart som beskrevs av Thomas Spencer Cobbold 1861. Echinorhynchus inflexus ingår i släktet Echinorhynchus och familjen Echinorhynchidae. Inga underarter finns listade i Catalogue of Life.